# A Touch of Destiny
「A Touch of Destiny」（ア・タッチ・オブ・デスティニー）は、1993年5月21日にSony Recordsからリリースされた松田聖子の通算35枚目のシングル。

## 解説
収録アルバム『DIAMOND EXPRESSION』と同時発売された。
ジャケットでは「A Touch of Destiny」「SWEET MEMORIES (English New Version)」の文字が同じ大きさとなっている。
テレビ朝日系バラエティー番組「OH!エルくらぶ」のオープニング・テーマとなった。
「SWEET MEMORIES（English New Version）」は、14thシングル「SWEET MEMORIES」の英詩によるセルフカバーで、同年のツアーではこのバージョンが披露された。

## 収録曲
全編曲：鳥山雄司
1. A Touch of Destiny[3:53]
  - 作詞：Seiko Matsuda／作曲：Seiko Matsuda・小倉良
2. SWEET MEMORIES（English New Version）[4:27]
  - 作詞：松本隆／英語詞:Mark Jordan／作曲：大村雅朗
3. A Touch of Destiny（オリジナル・カラオケ）[3:53]

## 関連作品
- A Touch of Destiny
  - DIAMOND EXPRESSION
  - Complete Bible
  - Premium Diamond Bible
  - Diamond Bible
  - SEIKO STORY〜90s-00s HITS COLLECTION〜
- SWEET MEMORIES （English New Version）
  - Complete Bible
- SWEET MEMORIES （New Version）
  - Sweet Memories'93
  - Bible II
- SWEET MEMORIES （Original Version）
  - 「SWEET MEMORIES#関連作品」を参照されたい。